# Achrysocharoides mali
Achrysocharoides mali är en stekelart som beskrevs av Kamijo 1991. Achrysocharoides mali ingår i släktet Achrysocharoides och familjen finglanssteklar. Inga underarter finns listade i Catalogue of Life.